# 斯坦伍德 (密歇根州)
斯坦伍德（英語：Stanwood）是位於美國密歇根州米科斯塔縣米科斯塔鎮區的一個村。

## 人口
根據2020年美國人口普查的數據，斯坦伍德的面積為0.63平方千米，當中陸地面積為0.63平方千米，而水域面積為0.00平方千米。當地共有人口194人，而人口密度為每平方千米307人。